# 1264
| [ Edytuj tabelę ]                          |                                                               |
| Książę Małopolski                          | - 1243 Bolesław V Wstydliwy 1279                              |
| Książę Wielkopolski                        | - 1239 Bolesław Pobożny 1279                                  |
| Król Angkoru                               | - 1244 Dżajawarman VIII 1295                                  |
| Król Anglii                                | - 1216 Henryk III 1272                                        |
| Król Aragonii i Walencji, hrabia Barcelony | - 1213 Jakub I Zdobywca 1276                                  |
| Margrabia Brandenburgii                    | - 1220 Otto III 1267                                          |
| Książę Burgundii                           | - 1218 Hugo IV 1272                                           |
| Książę Dolnej Bawarii                      | - 1253 Henryk XIII 1290                                       |
| Książę Górnej Bawarii                      | - 1253 Ludwik II 1294                                         |
| Cesarz Bizancjum                           | - 1261 Michał VIII Paleolog 1282                              |
| Car Bułgarii                               | - 1257 Konstantyn Asen Tich 1277                              |
| Cesarz Chin                                | - 1224 Song Lizong 1264 - 1264 Song Duzong 1274               |
| Król Cypru                                 | - 1253 Hugo II 1267                                           |
| Król Czech                                 | - 1253 Przemysł Ottokar II 1278                               |
| Król Danii                                 | - 1259 Eryk Glipping 1286                                     |
| Władca Egiptu                              | - 1260 Bajbars 1277                                           |
| Król Francji                               | - 1226 Ludwik IX Święty 1270                                  |
| Król Gruzji                                | - 1259 Dawid VII Ulu 1270                                     |
| Hrabia Holandii                            | - 1256 Floris V 1296                                          |
| Cesarz Japonii                             | - 1259 Kameyama 1274                                          |
| Kalif                                      | - 1262 Al-Hakim bi-Amr Allah 1302                             |
| Król Kastylii i Leónu                      | - 1252 Alfons X Mądry 1284                                    |
| Patriarcha Konstantynopola                 | - 1261 Arseniusz Autorejan 1267                               |
| Władca Korei                               | - 1259 Wonjong 1274                                           |
| Wielki książę litewski                     | - 1263 Treniota 1264 - 1264 Wojsiełk 1267 - 1264 Szwarno 1269 |
| Sułtan Maroka                              | - 1259 Abu Jusuf Jakub 1286                                   |
| Król Nawarry                               | - 1253 Tybald II 1270                                         |
| Król Norwegii                              | - 1263 Magnus VI Prawodawca 1280                              |
| Hrabia Palatynatu                          | - 1253 Ludwik II Bawarski 1294                                |
| Papież                                     | - 1261 Urban IV 1264                                          |
| Król Portugalii                            | - 1248 Alfons III 1279                                        |
| Sułtan Rumu                                | - 1248 Kilidż Arslan IV 1265                                  |
| Książę Rusi halickiej                      | - 1238 Daniel II 1264 - 1264 Szwarno 1270                     |
| Cesarz Rzymski (niemiecki)                 | - 1257 Ryszard z Kornwalii 1272 - 1257 Alfons z Kastylii 1284 |
| Książę Saksonii                            | - 1260 Albrecht II 1298                                       |
| Król Serbii                                | - 1243 Stefan Urosz I 1276                                    |
| Król Singasari                             | - 1248 Dżajawisznuwardhana 1268                               |
| Król Szkocji                               | - 1249 Aleksander III 1286                                    |
| Król Szwecji                               | - 1250 Waldemar Birgersson 1275                               |
| Doża Wenecji                               | - 1252 Raniero Zeno 1268                                      |
| Król Węgier                                | - 1235 Bela IV 1270                                           |
| Wielki mistrz zakonu krzyżackiego          | - 1256 Anno von Sangershausen 1273                            |

Rok 1264 / MCCLXIV
stulecia: XII wiek ~
XIII wiek ~
XIV wiek

lata: 1254 «
1259 «
1260 «
1261 «
1262 «
1263 «
1264
» 1265
» 1266
» 1267
» 1268
» 1269
» 1274

## Wydarzenia w Polsce
- 23 czerwca –  zwycięstwo wojsk polskich (Małopolan) w bitwie pod Brańskiem nad Jaćwingami.
- 13 sierpnia – lokacja Torunia – dotyczy części Starówki zwanej Nowe Miasto, w odróżnieniu od Starego Miasta, drugiej części toruńskiej Starówki (lokowanej wcześniej, w 1233).
- 16 sierpnia – Bolesław Pobożny wydał przywilej dla Żydów wielkopolskich (statut kaliski).
- Legnica otrzymała prawa miejskie.
- Henryk V Brzuchaty, został pasowany na rycerza przez króla czeskiego Przemysła Ottokara II.

## Wydarzenia na świecie
- 14 maja – II wojna baronów w Anglii: stoczono bitwę pod Lewes.
- 18 czerwca – w Dublinie zebrał się pierwszy irlandzki parlament.
- 11 sierpnia – papież Urban IV ustanowił święto Bożego Ciała.
- Pierwsze zgromadzenie stanowe w Wielkiej Brytanii. Wzięli w nim udział przedstawiciele rycerstwa, kościoła, a także bogaci mieszczanie.
- Wielki chan Kubilaj przeniósł stolicę mongolską z Karakorum do Pekinu.
- Po zgładzeniu zabójców Mendoga sytuację na Litwie opanował jego syn Wojsiełk.

## Urodzili się
- Klemens V, papież.

## Zmarli
- 17 maja – Warcisław III, książę dymiński (ur. ok. 1211)
- 2 października – Urban IV, papież (ur. ok. 1200)
- data dzienna nieznana:
  - Daniel Halicki, król halicko-wołyński (ur. 1201)
  - Andrzej II wielki książę włodzimierski (ur. ok. 1222)